# Voorburg 't Loo (métro de Rotterdam)
Voorburg 't Loo est une station de la ligne E du métro de Rotterdam. Elle est située sur Oosteinde, dans la ville Voorburg, en limite de Leidschendam, sur le territoire de la commune Leidschendam-Voorburg, une banlieue de La Haye au Pays-Bas.
Mise en service en 2006, dans le cadre du projet RandstadRail, elle est, depuis 2010, desservie par la ligne E du métro de Rotterdam.

## Situation sur le réseau

Plan du métro.

Établie sur un viaduc, la station Voorburg 't Loo, est située sur la ligne E du métro de Rotterdam, entre la station Laan van NOI, en direction du terminus nord La Haye-Centrale, et la station Leidschendam-Voorburg, en direction du terminus sud Slinge,.
Elle dispose des deux voies de la ligne, encadrées par deux quais latéraux.